# Primeiro Hierarca da Igreja Ortodoxa Russa no Exterior
O Primeiro Hierarca (em inglês:  First Hierarch, em russo:  Первоиерарх) é o Primaz da Igreja Ortodoxa Russa fora da Rússia na categoria de Metropolita. É o Presidente do Conselho dos Bispos e do Sínodo dos Bispos da Igreja Ortodoxa Russa fora da Rússia, Bispo da Diocese de Nova York e do Leste Americano, na qual tem residência permanente, Reitor da Catedral Metropolitana e Administrador das igrejas que não fazem parte das dioceses, mas estão diretamente subordinados a ele.

## Primeiros Hierarcas
- Antônio (Khrapovitski) (1920-1936)
- Anastácio (Gribanovski) (1936-1964)
- Filareto (Voznesenski) (1964-1985)
- Vitalio (Ustinov) (1986-2001)
- Lauro (Škurla) (2001-2008)
- Hilarião (Kapral) (2008-2022)[1][2][3]
- Nicolau (Olhovski) (2022)[4][5][6][7]

## Eleição do Primeiro Hierarca

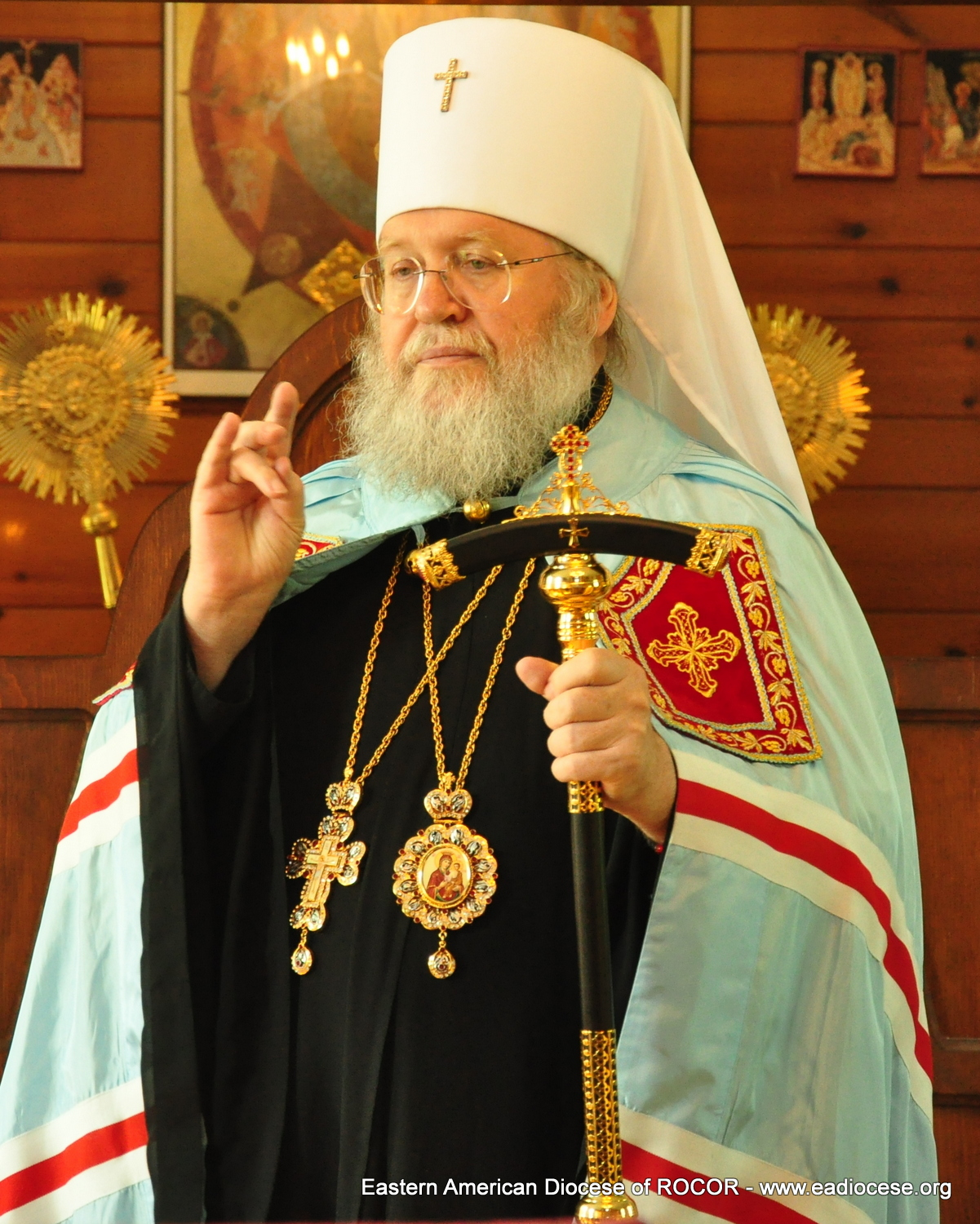
Metropolita Hilarião, 6º Primeiro Hierarca da ROCOR

Eleito pelo Conselho dos Bispos da Igreja Ortodoxa Russa fora da Rússia a partir da composição existente do seu episcopado vitalício.
O Ato de Comunhão Canônica entre a Igreja Ortodoxa Russa no Exterior e a Igreja Ortodoxa Russa, assinado em 17 de maio de 2007, prevê que o Primeiro Hierarca, eleito pelo Conselho dos Bispos, está sujeito à aprovação do Patriarca de Moscou e de Toda a Rússia e do Santo Sínodo do Patriarcado de Moscou.
O Primeiro Hierarca, Metropolita Hilarion (Kapral), foi o primeiro Primaz da Igreja Ortodoxa Russa no Exterior, confirmado no cargo pelo Patriarca de Moscou e Toda a Rússia e pelo Santo Sínodo da Igreja Ortodoxa Russa.

## Direitos do Primeiro Hierarca
O Primeiro Hierarca, além de presidir o Conselho e o Sínodo, tem os seguintes direitos:
1. responsável pelo bem-estar interno e externo da Igreja Ortodoxa Russa fora da Rússia;
2. convoca Conselhos de Bispos regulares e extraordinários, Conselhos de Igrejas de Toda a Diáspora da Igreja Ortodoxa Russa fora da Rússia e os preside;
3. preside o Sínodo dos Bispos;
4. apresentar ao Concílio relatórios sobre o estado da Igreja Ortodoxa Russa fora da Rússia para o período interconciliar;
5. comunica-se com os Primazes e Representantes das Igrejas Ortodoxas Autocéfalas sobre questões da vida da igreja em cumprimento das resoluções do Concílio ou do Sínodo dos Bispos, bem como em seu próprio nome;
6. comunica-se com as autoridades estatais em questões da Igreja Ortodoxa Russa fora da Rússia;
7. aborda toda a Igreja Ortodoxa Russa fora da Rússia com Epístolas Arquipastoriais e Instruções de Ensino;
8. é responsável pela nomeação para as Sés Episcopais;
9. responsável pela preparação da Mirra Sagrada e dos antimensos;
10. ensina bênçãos ao clero e pessoas seculares por suas atividades úteis para a Igreja;
11. concede prêmios ao clero diretamente subordinado a ele até a categoria de arcipreste e abade inclusive;
12. quando necessário, dá instruções aos hierarcas sobre sua vida pessoal e o cumprimento de seu dever arquipastoril;
13. administra igrejas, missões e mosteiros diretamente subordinados a ele;
14. em caso de vacância na sé episcopal, assume a administração temporária da mesma ou confia-a a um dos Bispos até a nomeação de um Bispo governante;
15. aceita reclamações contra bispos e dá-lhes um curso adequado;
16. aceita para sua consideração os casos devido a mal-entendidos pessoais entre bispos que voluntariamente recorrem à sua mediação, sem procedimentos legais formais, e as decisões do Primeiro Hierarca em tais casos são vinculativas para as partes;
17. goza do direito de visitar, se necessário, todas as dioceses com o conhecimento do Bispo Diocesano;
18. supervisiona a correta condução dos assuntos do Sínodo e das instituições sinodais e a execução das decisões do Conselho e do Sínodo;
19. permite licenças de bispos de suas dioceses de 2 semanas a 2 meses, sem substituição temporária;
20. emite a Santa Mirra para as dioceses e igrejas de toda a Igreja Ortodoxa Russa fora da Rússia;
21. visitar escolas teológicas;
22. por sua própria iniciativa, submete questões e assuntos à consideração e decisão do Conselho e do Sínodo dos Bispos;
23. tem o direito de protestar nos casos em que reconheça que as decisões do Sínodo dos Bispos não correspondem ao bem e à utilidade da Igreja.

## Chancelaria do Primeiro Hierarca
As atividades do Primeiro Hierarca são apoiadas pela Chancelaria do Primeiro Hierarca e pelo Secretário pessoal. Como Irina Papkova observou em 2006: “Ao contrário do Patriarca de Moscou, é muito fácil chegar até o Primeiro Hierarca. Basta abordá-lo após o serviço e o problema está resolvido, já que o Metropolita não está bloqueado por uma parede de secretários e subdiáconos. Em princípio, qualquer paroquiano ou sacerdote da Igreja no Exterior sente-se no direito de exprimir pessoalmente a sua opinião perante a hierarquia, sem temer as consequências negativas ”.

## Residência do Primeiro Hierarca
Sua residência esta localizada nos Estados Unidos.